# Dolna Banya
Dolna Banya (en búlgaro: Долна баня) es una ciudad de Bulgaria en la provincia de Sofía. La ciudad constituye por sí sola uno de los veintidós municipios de la provincia, ubicado entre los términos municipales de Samokov y Kostenets.

## Geografía
Se encuentra a una altitud de 634 m s. n. m. a 79 km de la capital nacional, Sofía.

## Demografía
Según estimación 2012 contaba con una población de 4 429 habitantes.
|         | 2004  | 2005  | 2006  | 2007  | 2008  | 2009  | 2010  | 2011  |
| Mujeres | 2 412 | 2 413 | 2 428 | 2 429 | 2 401 | 2 395 | 2 396 | 2 292 |
| Varones | 2 269 | 2 245 | 2 271 | 2 268 | 2 267 | 2 257 | 2 269 | 2 219 |
| Total   | 4 681 | 4 658 | 4 699 | 4 697 | 4 668 | 4 652 | 4 665 | 4 511 |